# Lipsk
Lipsk ist eine Stadt in Polen in der Woiwodschaft Podlachien mit 2400 Einwohnern. Sie ist Sitz der gleichnamigen Stadt-und-Land-Gemeinde, in welcher etwa 5500 Menschen leben.

## Geografische Lage
Die Stadt liegt im Osten Polens, etwa zwölf Kilometer südlich der Staatsgrenze zu Belarus. Suwałki liegt etwa 50 Kilometer nördlich, Białystok 70 Kilometer südlich. Südlich von Lipsk verläuft der Fluss Biebrza.

## Geschichte
Die erste urkundliche Erwähnung von Wola Lipska dem heutigen Lipsk stammt aus dem Jahr 1533 oder 1564. Am 8. Dezember 1580 erhielt der Ort vom polnischen König Stephan Báthory Stadtrecht nach Magdeburger Recht. Ebenfalls erhielt die Stadt das Wappen auf welchem ein Segelboot zu sehen ist. Während des Zweiten Nordischen Kriegs in der zweiten Hälfte des 17. Jahrhunderts wurde die Lipsk zerstört. Bei der Zweiten Polnischen Teilung wurde die Stadt 1795 Teil Preußens. Wenige Jahre später, 1807, wurde Lipsk Teil des kurzlebigen Herzogtums Warschau, bevor es nach Auflösung des Herzogtums Teil des vom russischen Zaren regierten Kongresspolens wurde. 1867 verlor Lipsk, wie viele Städte auf dem Gebiet Polens, sein Stadtrecht. Nach dem Ersten Weltkrieg wurde Lipsk Teil des wiederentstandenen Polens. 1939 wurde Lipsk, auf Grund des Hitler-Stalin-Pakts von sowjetischen Truppen besetzt. Mit dem Unternehmen Barbarossa im Jahr 1941 marschierte die deutsche Wehrmacht in das Gebiet ein. Als die Wehrmacht sich zum Ende des Zweiten Weltkriegs aus dem Osten zurückziehen musste, wurde auch Lipsk wieder von der Roten Armee besetzt und in der Folge des Krieges Teil der Volksrepublik Polen. Am Ende des Krieges war der Ort zu 70 % zerstört. 1983 erhielt Lipsk wieder Stadtrecht.

## Bauwerke

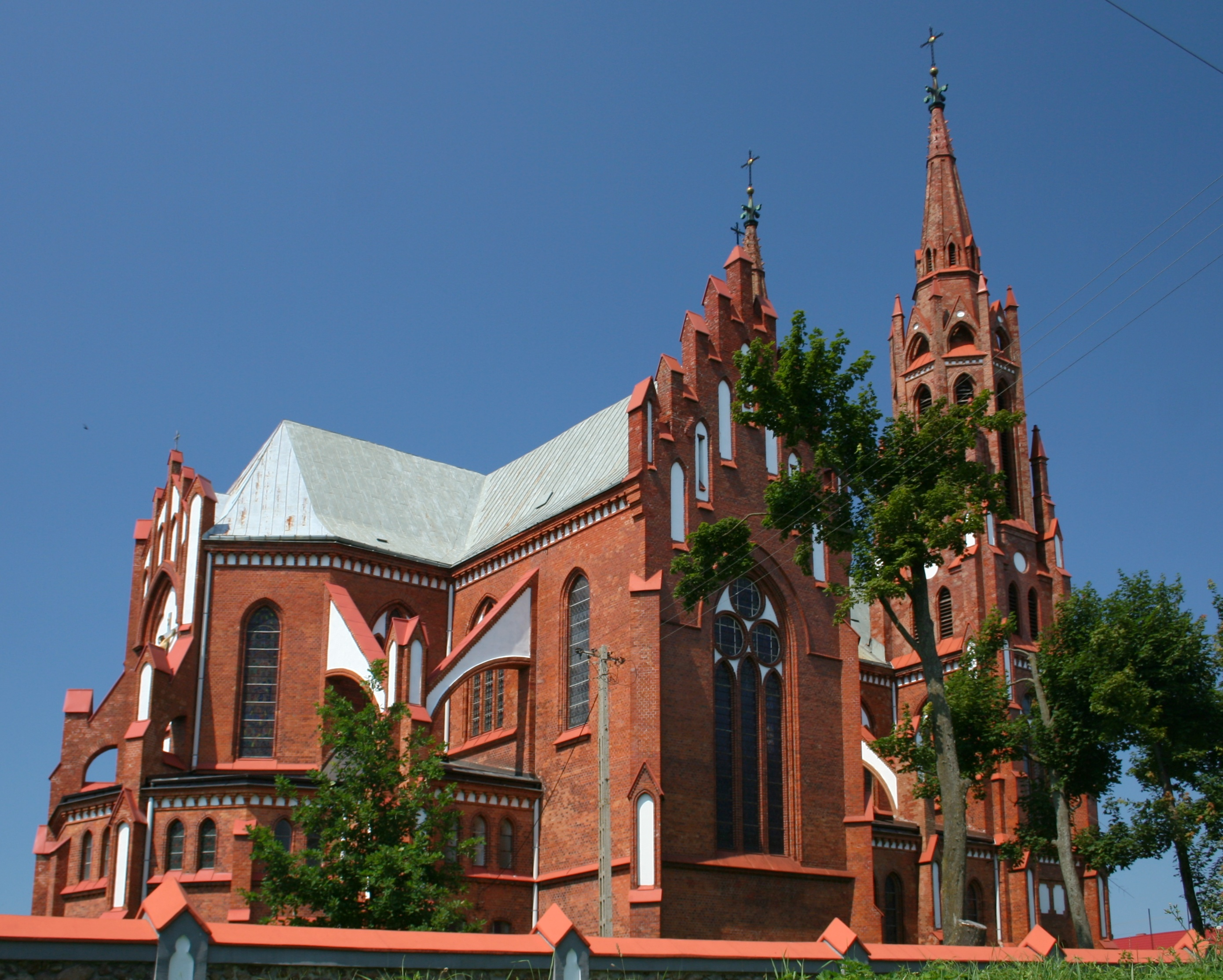
Die neogotische Kirche

- Die neogotische Kirche aus dem Jahr 1906[3]
- der jüdische Friedhof

## Verkehr
Die Stadt wird in Nord-Süd-Richtung von der Woiwodschaftsstraße 673 (droga wojewódzka 673) durchquert. Die 673 führt in südlicher Richtung durch das zehn Kilometer entfernte Dąbrowa Białostocka, kreuzt dabei die Woiwodschaftsstraße 670 und endet schließlich nach 40 Kilometern in Sokółka. In nördlicher Richtung mündet die 673 nach etwa einem Kilometer in die Woiwodschaftsstraße 664. Die 664 führt in östlicher Richtung nach zwölf Kilometern an die Grenze zu Belarus, im Westen durchquert sie nach 30 Kilometern Augustów.
Lipsk hat selbst keinen Bahnanschluss, die nächste Bahnstation befindet sich im zehn Kilometer südlich gelegenen Dąbrowa Białostocka.
Der nächste internationale Flughafen auf polnischem Staatsgebiet ist der Frédéric-Chopin-Flughafen Warschau, etwa 230 Kilometer südwestlich.